# Coruscant
Coruscant är en fiktiv planet i Star Wars, som fungerar som Galaktiska republikens, och senare Rymdimperiets, huvudstad. Nästan hela planeten, förutom de obeboeliga polerna, utgör nämligen en enda stor stad med över 1 biljon invånare. Både galaxens senat och jeditemplet ligger i staden, liksom platsen där Imperiet började att styra under republikens sista dagar. På planeten finns en tekniskt högutvecklad civilisation.
På planeten finns det slumkvarter där bland annat den mystiske Darth Sidious har sitt gömställe när Greve Dooku flyr under Slaget vid Geonosis i Episod II. Tre år efter Slaget vid Geonosis utkämpas i Coruscants atmosfär en massiv rymdstrid när republikens flotta försöker hindra separatisternas armada från att fly med sin gisslan kansler Palpatine. Planeten har en större roll i Episod I, II och III än i de gamla filmerna Episod IV, V och VI, men Coruscant syns i Episod VI när rebellerna och andra planeter firar att Imperiet har förlorat.
På Coruscant jagade jedin Obi-Wan Kenobi och hans padawan Anakin Skywalker en prisjägare vid namn Zam Wesell efter ett mordförsök på Padmé Amidala. I slutet av klonkriget utkämpades ett slag här. Separatistöverbefälhavaren General Grievous kapade överkansler Palpatine. I slaget dödades miljontals stridsdroider, separatisternas ledare Greve Dooku, många jedier och otaliga klontrupper. Grievous lyckades fly med sin flotta.
Planeten förekommer även i TV-spelen.

### Fotnoter
1. ↑  Jan Melin (16 december 2015). ”Här är de riktiga Star Warsplaneterna” (på svenska). Ny teknik. https://www.nyteknik.se/popularteknik/har-ar-de-riktiga-star-warsplaneterna-6343025. Läst 27 november 2022.
2. ↑  Jonas Thente (7 februari 2012). ”MMORPG "Star wars. The old republic"”. Dagens nyheter. http://www.dn.se/spel/spelrecensioner/mmorpg-star-wars-the-old-republic/. Läst 4 december 2015.